# Зайчиков Василь Никифорович
Василь Никифорович Зайчиков (22 листопада 1919, село Дракіне, тепер Лискинського району Воронезької області, Російська Федерація — 1988, місто Москва, тепер Російська Федерація) — радянський діяч, секретар ЦК ВЛКСМ, секретар ЦК КП Киргизії. Член ЦК ВЛКСМ у 1949—1958 роках, член Бюро ЦК ВЛКСМ з квітня 1952 до березня 1953 року. Депутат Верховної ради РРФСР 3-го скликання. Депутат Верховної ради Киргизької РСР 5-го скликання. Член Спілки журналістів СРСР.

## Життєпис
Народився в селянській родині. У 1935 році вступив до комсомолу.
У 1940 році закінчив Московський інститут інженерів транспорту. Під час навчання очолював комітет ВЛКСМ інституту.
У 1940—1942 роках — секретар Кіровського районного комітету ВЛКСМ міста Москви; відповідальний організатор ЦК ВЛКСМ.
Член ВКП(б) з 1941 року.
У 1942—1946 роках — секретар, 1-й секретар Орловського обласного комітету ВЛКСМ.
У 1946—1948 роках — заступник завідувача, в 1948—1949 роках — завідувач організаційно-інструкторського відділу ЦК ВЛКСМ.
У серпні 1949 — квітні 1952 року — 1-й секретар Ленінградського обласного комітету ВЛКСМ.
5 квітня 1952 — березень 1953 року — секретар ЦК ВЛКСМ.
16 січня — 15 березня 1953 року — заступник начальника Слідчої частини із особливо важливих справ Міністерства державної безпеки (МДБ) СРСР.
У 1953—1956 роках — слухач Вищої партійної школи при ЦК КПРС.
У 1956—1958 роках — відповідальний організатор, інструктор ЦК КПРС.
У 1958 — 20 лютого 1960 року — завідувач відділу партійних органів ЦК КП Киргизії.
20 лютого 1960 — 9 травня 1961 року — секретар ЦК КП Киргизії.
У 1961—1962 роках — член редакційної колегії журналу ЦК КПРС «Партийная жизнь».
У 1962—1965 роках — заступник, 1-й заступник голови правління Всесоюзного товариства «Знання».
У 1965—1981 роках — заступник директора Агентства друку «Новини»; директор бюро Агентства друку «Новини» у Фінляндії
З 1981 року — персональний пенсіонер союзного значення.
Помер 1988 року в Москві.

## Звання
- капітан

## Нагороди
- орден Леніна (28.10.1948)
- орден Вітчизняної війни І ст.
- орден Вітчизняної війни ІІ ст. (1985)
- орден Червоної Зірки (1947)
- орден Дружби народів
- медаль «За оборону Москви»
- медалі